# Greg Rikaart
Greg Rikaart, né le 26 février 1977 à Staten Island, New York, est un acteur américain.

## Biographie
Il est connu principalement pour son rôle dans la série Les Feux de l'amour.
Il y interprète, depuis juin 2003, Kevin Fisher, le fils de Gloria et Tom Fisher. Il est aussi le demi-frère de Michael Baldwin. Pour ce rôle de malade, Greg a reçu l'Emmy Award du meilleur acteur dans un second rôle (Best Supporting Actor) en 2005.
Greg quitte le soap à la fin de son contrat à la fin du mois de juin 2017,, il est cependant revenu tourné quelques épisodes ensuite mais non plus en rôle régulier mais occasionnel en 2017.
En juin 2013, Rikaart a révélé son homosexualité et sa relation avec l'écrivain Robert Sudduth. Il a publié une photo de lui-même avec son ami pour célébrer la décision de la Cour Suprême américaine en faveur du mariage entre personnes de même sexe. Il annonce en  mai 2015 sur le réseau social Twitter s'être marié avec son compagnon. Le 12 juin 2016, il devient le père d'un enfant né par mère porteuse, se prénommant Montgomery Argo Rikkart-Sudduth.
En septembre 2017 Greg intègre le casting de Days of our lives un autre soap diffusé depuis 1965 aux Usa,.
En 2019, Greg joue le rôle d'un docteur dans la série Modern Family.
En avril 2019, Greg Rikaart annonce son retour dans  Les Feux de l'amour.

## Filmographie

### Cinéma
- 2003 : Fake Stacy : Josh Patterson
- 2003 : Prey for Rock & Roll de Alex Steyermark : Scott
- 2003 : X-Men 2 : Un adolescent du musée
- 2005 : Wannabe : Trevor
- 2009 : Seeds : Paul

### Télévision
- 1999 : Felicity : Un étudiant en art (saison 2, épisode 9)
- 2000 : La Vie avant tout : Traylor (saison 1, épisode 11)
- 2000 : Gilmore Girls : Un gamin (saison 1, épisode 6)
- 2001 : Parents à tout prix : Jason (saison 2, épisode 1)
- 2001 : That's Life : Walter (saison 2, épisode 10)
- 2002-2003 : Dawson : David (saison 6)
- depuis 2003 : Les Feux de l'amour : Kevin Fisher
- 2005 : The Closer : L.A. enquêtes prioritaires : Craig Sherman (saison 1 épisode 11)
- 2007 : Les Experts : Miami : Scott Lebrock (saison 6, épisode 7)
- 2013 : Bones : Jeffrey Baxter (saison 9, épisode 2)
- 2015 : Major Crimes : L'avocat Bobby G. Monroe (4 épisodes, saison 4)
- depuis 2018 : Des jours et des vies : Leo Stark
- 2019 : Modern Family : Docteur à la télé (saison 10, épisode 20)